# Наньчжао

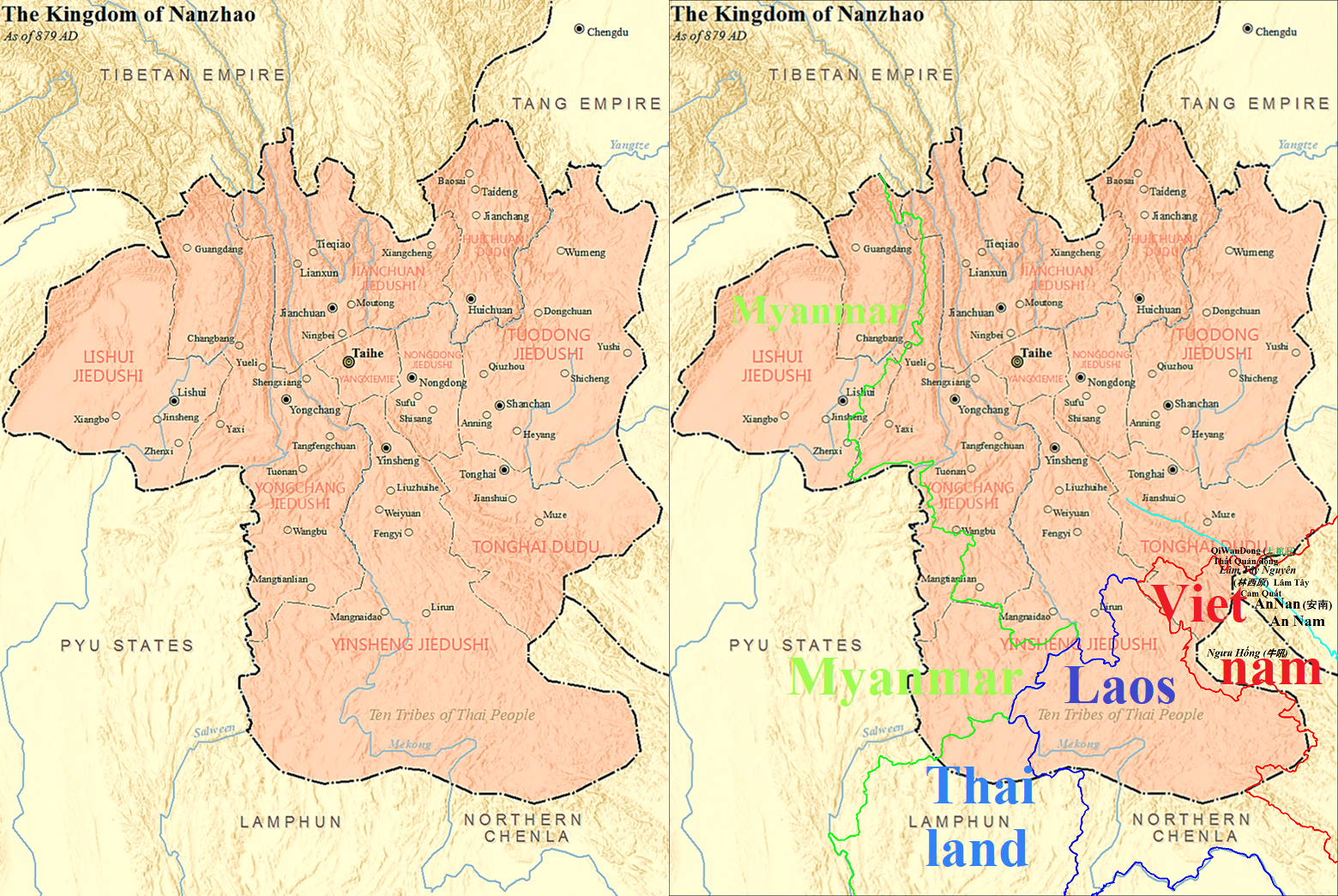

Наньчжао (кит. 南詔|南诏 Nánzhāo) — королівство народу бай, основна територія якого розташовувалася в сучасній провінції Юньнань в Китаї. Розквіт Наньчжао припадав на VIII — IX століття.
Наньчжао було багатонаціональною буферною державою між Китаєм і Південно-Східною Азією. Експансія і розпад Наньчжао привели до розселення лао і таї на території сучасного Лаоса і Таїланда.

## Заснування та етнографія
Початок Наньчжао відносять до 650 року. Племена бай селилися навколо озера Ерхай, утворюючи князівства, відомі як чжао. В 737 році за підтримки танського Китаю король Пілоге об'єднав «шість чжао» і назвав нове царство Наньчжао. Воно знаходилося в стані формального васалітету по відношенню до танського Китаю. Столицею в 738 році стало місто Тайхе в центрі родючої долини. Через 17 років син Пілоге, Гелофен, проголосив себе імператором, тобто проголосив незалежність від Китаю.

## Розквіт і експансія

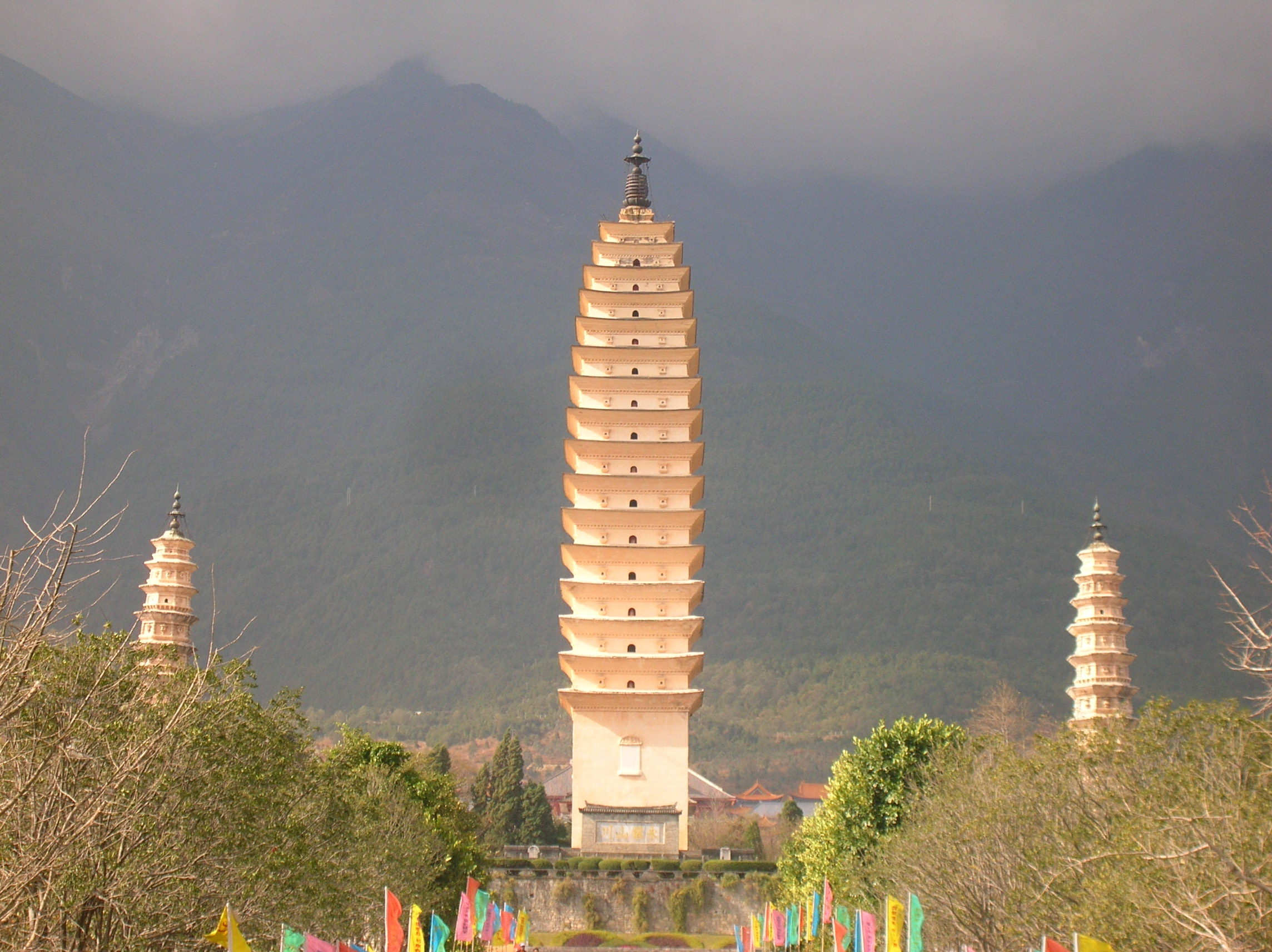
Три пагоди — пам'ятник архітектури Наньчжао — був споруджений поблизу столиці цієї держави.

В 750 рік Наньчжао підняло повстання проти танського Китаю. В 751 рік китайці послали армію, яка зазнала поразки під Сяньгуанем, в тому ж році, коли сталася Таласька битва, і китайці зазнали нищівної поразки від арабів в Центральній Азії. Свідоцтвами цієї битви стали Генеральска Печера і Могила Десяти Тисяч Солдат в районі Сянгуаня. В 754 році була послана інша китайська армія, яка теж зазнала поразки. Натхненні успіхом, полководці Наньчжао зайняли весь Юньнань, вторглися в Бірму, північний Лаос і Таїланд, і просунулися в Сичуань. В 829 році було взято Ченду.
832 року війська Наньчжао захопили столицю Халінджі держави П'ю (в Бірмі), зрівняли її з землею, а виживших мешканців погнали в полон. У 835 році війська Наньчжао напали на монську держава Мічень і захопили багато полонених. Однак монським державам вдалося об'єднати свої сили в боротьбі з Наньчжао і зупинити її наступ.

## Занепад
873 року Наньчжао було витіснено з провінції Сичуань. Надалі міць королівства Наньчжао поступово згасала.

## Зміни династій
902 року династія Наньчжао була повалена. За короткий час змінилося ще три династії, і в 937 році було засновано царство Далі.

## Загибель
В 1254 році Далі захоплюють монголи на чолі з ханом Хубілаєм. Тайські племена емігрують на територію сучасних Таїланду, Лаосу і штату Ассам в Індії.

## Релігія
Наньчжао асоціюється з буддизмом, що доводиться написами на каменях з того часу. Деякі дослідники припускають, що місцевий буддизм ачар'я був родинний тантричному буддизму Арі, прийнятому в Пагані (сучасна М'янма).